# Giovanni Maria Tamburini
Pour les articles homonymes, voir Tamburini.
Giovanni Maria Tamburini dit Pseudo Mastelletta (né à Bologne et mort après 1660) est un peintre et graveur italien baroque de l'école bolonaise du Seicento.

## Biographie
Giovanni Maria Tamburini a été l'élève de Pietro Faccini, puis de Guido Reni à  Bologne.

## Œuvres

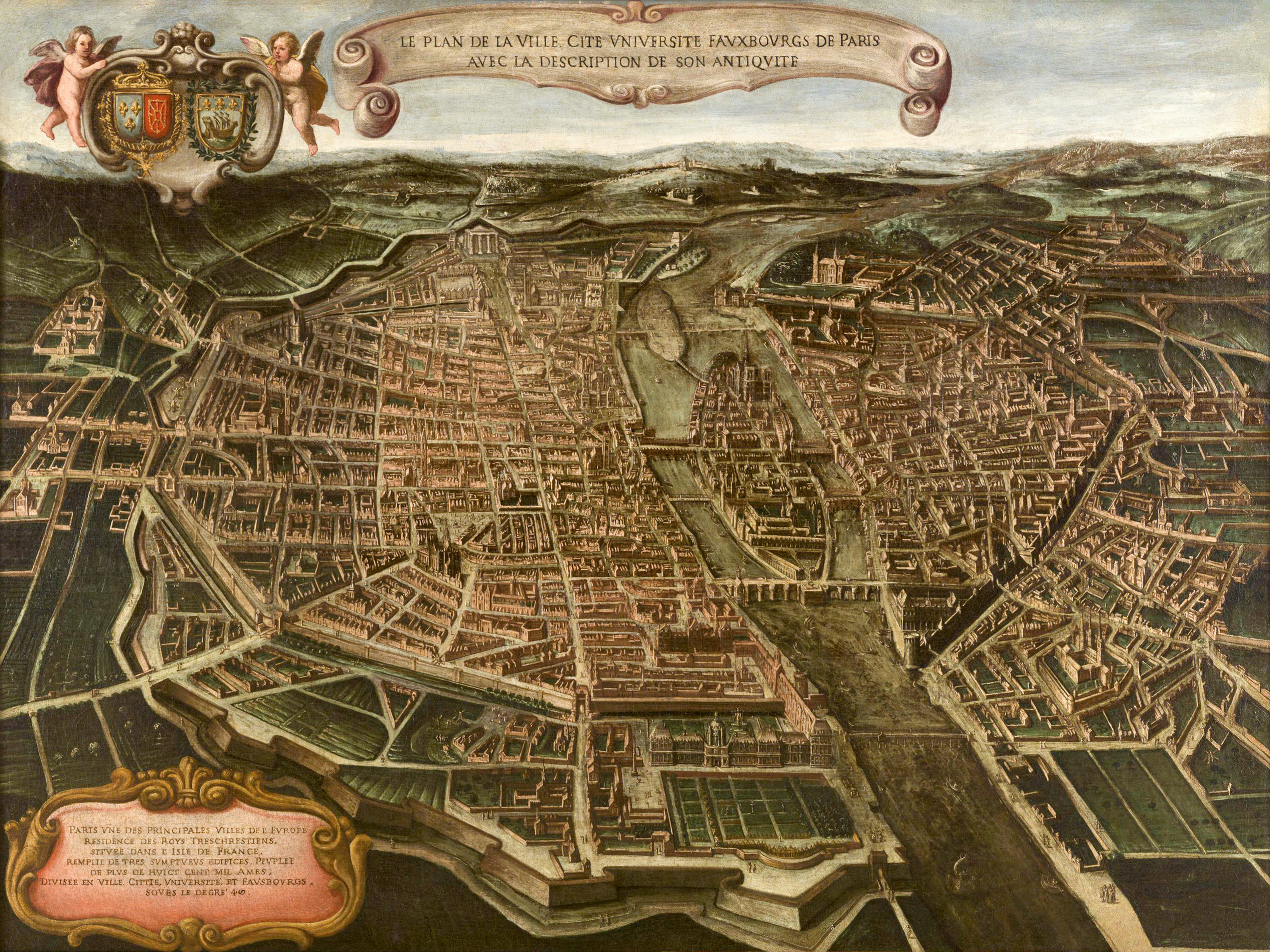
Le plan de la ville, cité, université fauxbourg de Paris avec la description de son antiquité (entre 1632 et 1641).

- Scena di mercato e Mendicanti della questua di Giovanni Maria Tamburini
- S. Lorenzo e l’Annunziata sur un dessin de Guido Reni, Complesso di Santa Maria della Vita, Bologne
- Nicosetta Rojo, église  Santa Maria Villiana

## Expositions
- Il seicento a Bologna - Cultura barocca, industria e vita quotidiana, 8 au 23 mai 2004 au Palazzo d'Accursio, Bologne